# Информационный стенд

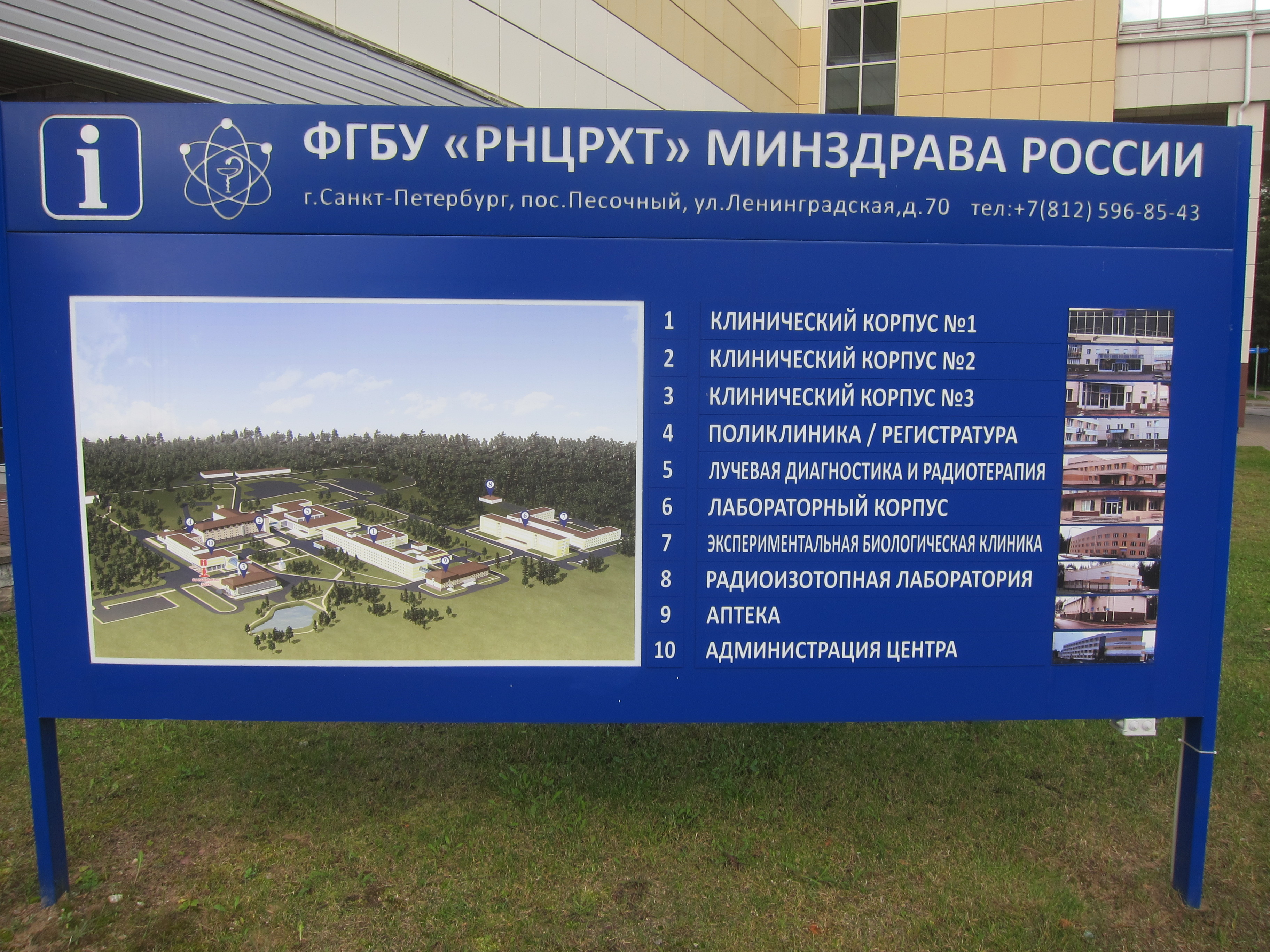
Информационный стенд с планом территории Российского научного центра радиологии и хирургических технологий

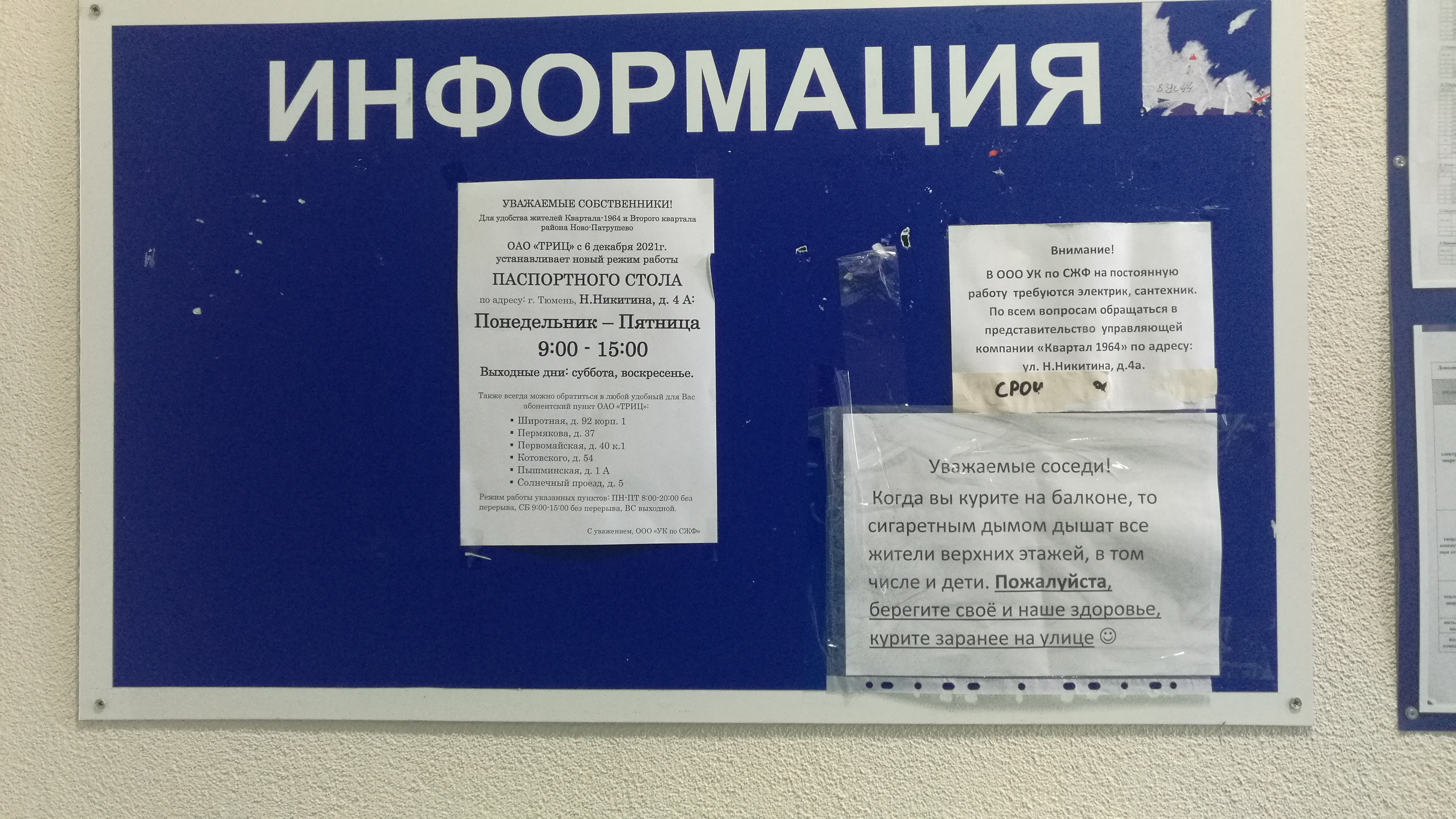
Информационный стенд в жилом доме в Тюмени

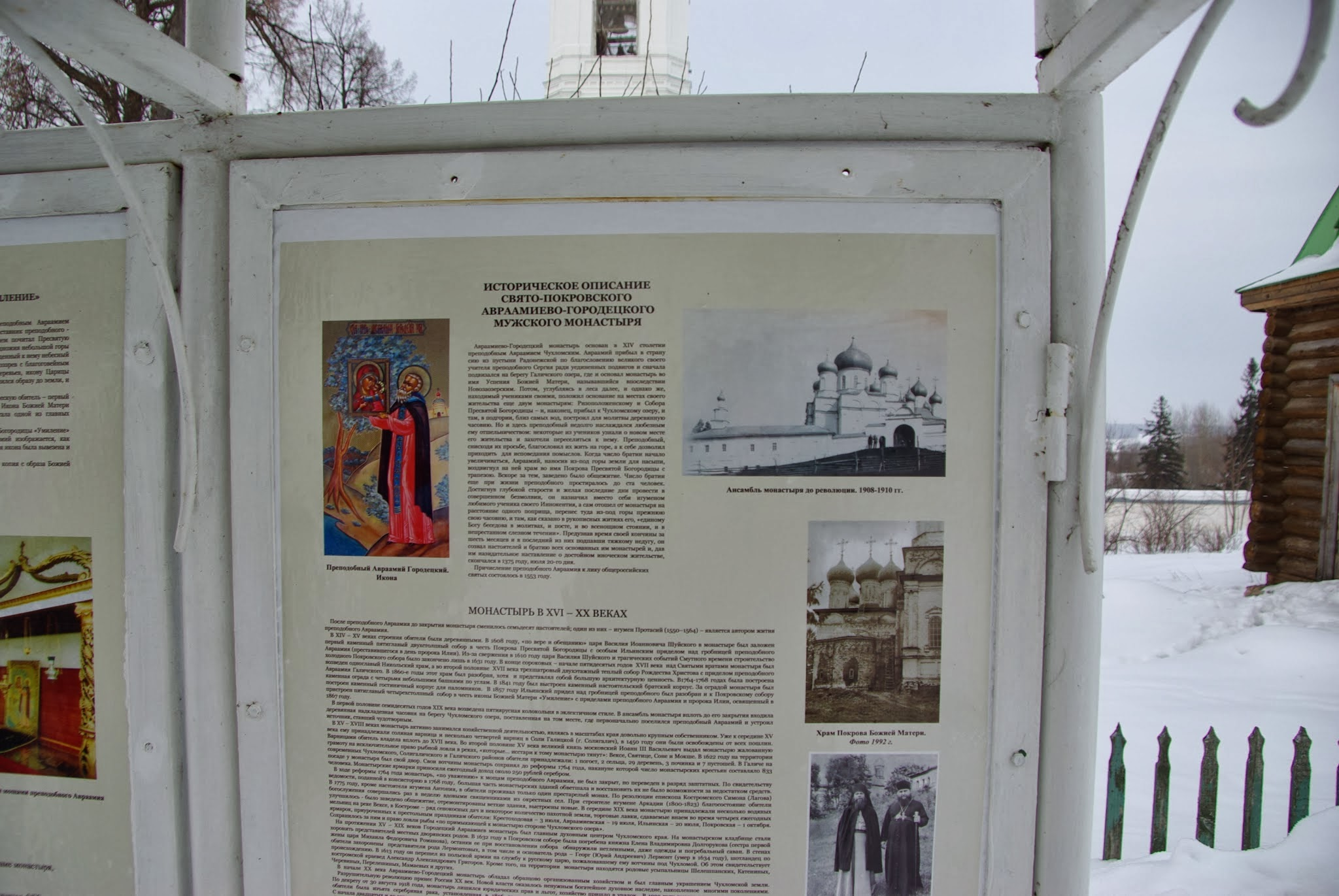
Информационный стенд об истории Авраамиева Городецкого монастыря

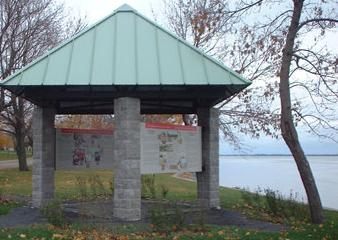
Информационный стенд Королевского военного колледжа Канады

Информационный стенд — специально оборудованная поверхность (например, доска или панель), предназначенная для размещения различной информации: объявлений, инструкций, правил и других материалов, которые должны быть доступны широкой аудитории. 

## Этимология
Словосочетание «информационный стенд» состоит из двух частей:
1."Информационный" происходит от слова «информация», которое заимствовано из латинского языка. Латинское слово informatio означает «разъяснение, изложение». Корень этого слова восходит к глаголу informare, что значит «придавать форму, обучать».
2."Стенд" также имеет иностранное происхождение. Это слово пришло в русский язык через немецкий (stehen) или английский (stand). В обоих языках оно обозначает место, где можно стоять, стойку или подставку.

## Виды стендов
Стенды бывают следующих видов:
- стенды для помещений
  - застеклённые
    - передвижные;
    - стационарные;

  - настенные;
- стенды для открытого воздуха;
  - напольные;
    - передвижные;
    - стационарные;

  - настенные.
  - с подсветкой

## Использование стендов
Информационные стенды широко применяются в различных сферах жизни и деятельности. Вот несколько примеров мест, где они используются:
1.Образовательные учреждения: школы, университеты, колледжи. Стенды помогают донести до учащихся важную информацию, расписание занятий, объявления о мероприятиях и т. д.
2.Офисы и бизнес-центры: здесь стенды размещаются для информирования сотрудников и посетителей о внутренних регламентах, корпоративных новостях, расписании встреч и другой важной информации.
3.Медицинские учреждения: больницы, поликлиники используют стенды для размещения информации о врачах, расписаниях приема, профилактических мерах и другой медицинской информации.
4.Государственные учреждения: административные здания, органы власти, МФЦ. Здесь стенды информируют граждан о предоставляемых услугах, часах работы, изменениях в законодательстве и прочем.
5.Общественные места: торговые центры, вокзалы, аэропорты. Информационные стенды помогают людям ориентироваться в пространстве, находить нужные маршруты, узнавать об акциях и скидках.
6.Культурные объекты: музеи, выставки, театры. Стенды содержат информацию о выставленных экспонатах, спектаклях, программах мероприятий.
7.Производственные предприятия: заводские цеха, склады. На таких объектах стенды несут информацию о технике безопасности, производственных процессах, расписанию смен и т. п.
8.Спортивные комплексы: стадионы, фитнес-клубы. Здесь информационные стенды сообщают о расписании тренировок, соревнованиях, условиях посещения.
9.Розничные магазины: стенды могут содержать информацию о товарах, акциях, специальных предложениях, способах оплаты и доставки.
10.Парки и зоны отдыха: стенды рассказывают посетителям о маршрутах прогулок, достопримечательностях, правилах поведения на территории.

## Проблема вандализма
Вандализм информационных стендов представляет собой преднамеренную порчу или повреждение стендов, предназначенных для распространения информации. Это явление может принимать различные формы, такие как:
Разрисовывание стендов граффити,
Повреждение поверхностей стендов (царапины, пробоины),
Кража или уничтожение элементов стенда (кармашков, панелей, экрана),
Нанесение надписей маркером или краской,
Поломка механизмов крепления или открывания стенда.